# 紫茉莉
紫茉莉别名地雷花、粉豆花、烟粉豆、粉果花、茉莲子、草茉莉、夜娇娇、夜晚花、夜来香、胭脂花、胭粉豆、洗澡花、煮饭花、做饭花、晚饭花、烧汤花、白粉花、潮来花、素香、五点红、喇叭花、老爷儿没、夜来香、状元花等，属紫茉莉科植物。

## 释意
紫茉莉，虽然名字中含有“茉莉”，但不是茉莉（木樨科素馨屬）。

## 形态
紫茉莉为多年生草本植物，主枝直立，侧枝散生伏地，节部膨大，节部并显粉红色，株高可达1米左右。叶形为卵状三角形，对生，翠绿，内有浅色叶脉；花朵状似喇叭，花瓣五裂，花径2至3厘米，长4至5厘米，大多为大红或紫色，亦有白、粉、黄及复色等；果实坚硬，呈黑色，外形酷似地雷，故亦称“地雷花”。
紫茉莉开花时间段是下午4时至次日上午10时，因此在英语中被称为“四时花”（Four o'clock flower）；因其常在人们晚上沐浴和做饭的时间段开花，因此又有“洗澡花”和“煮饭花”的别名；花于翌日早晨凋萎。由于紫茉莉花筒细长，大型的夜行性鱗翅目很难吸蜜，而其传粉与授粉一般由天蛾（Sphingidae）完成。

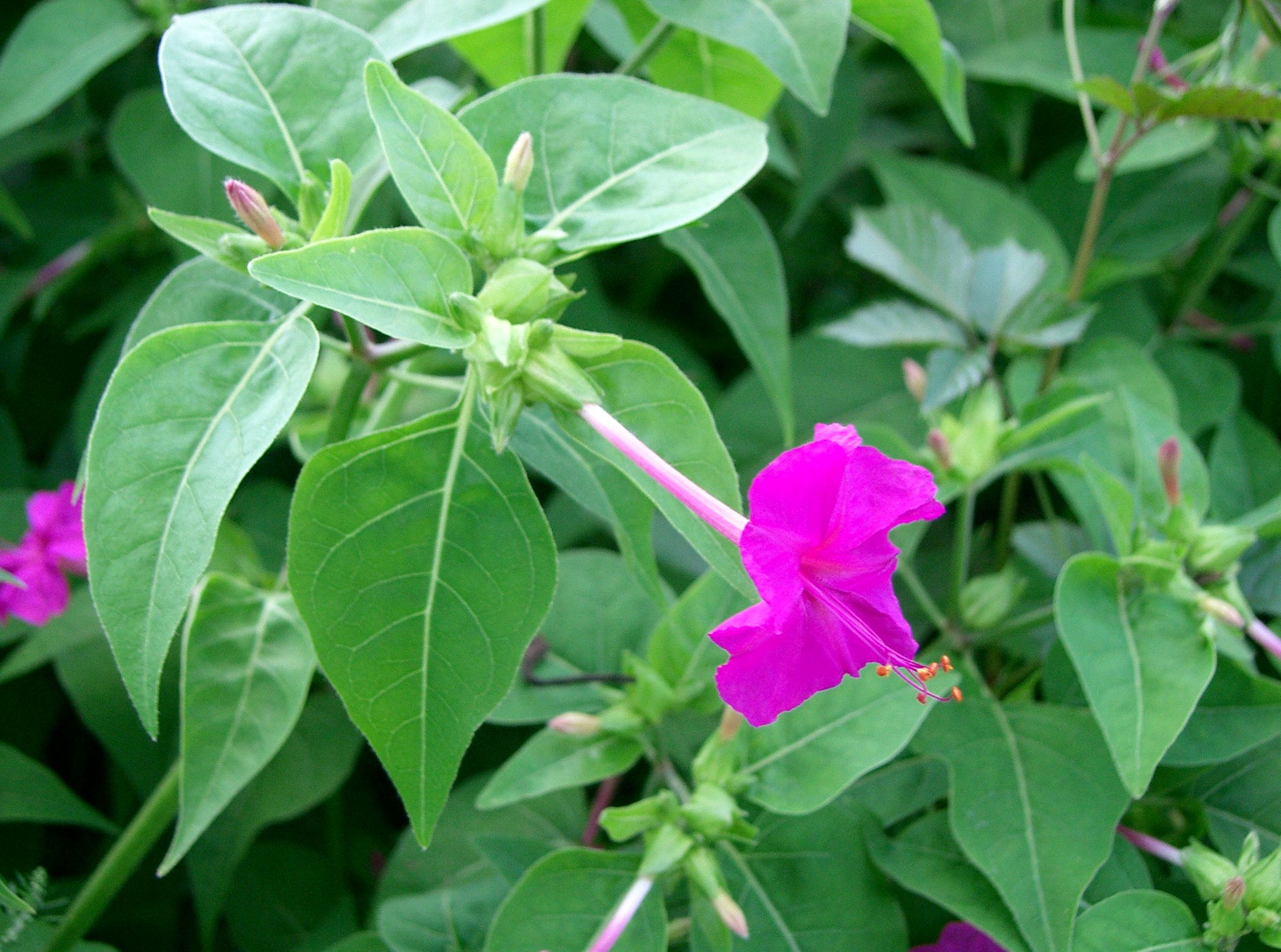
纯紫色紫茉莉
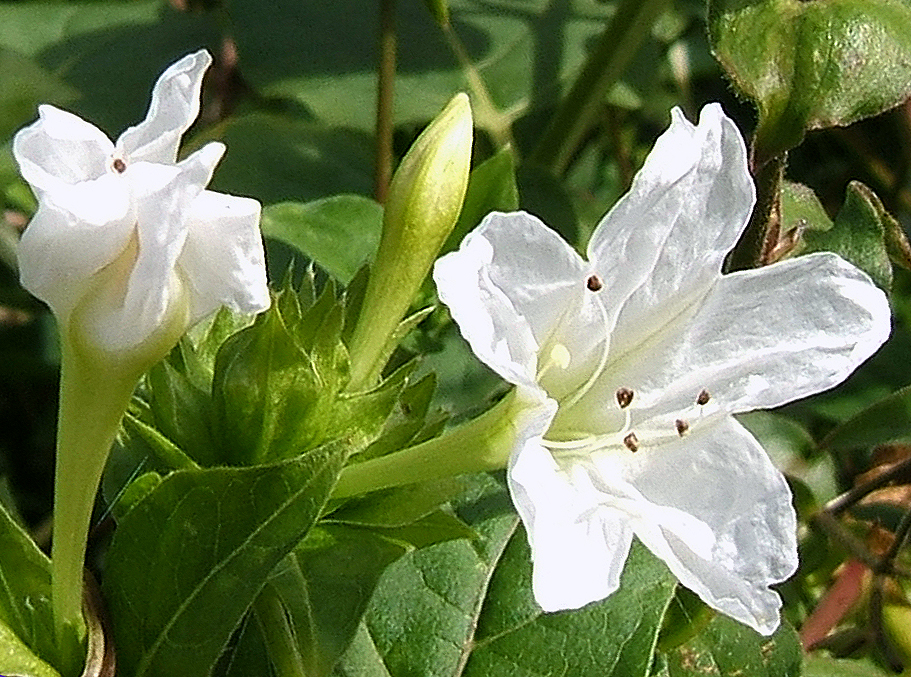
纯白色紫茉莉
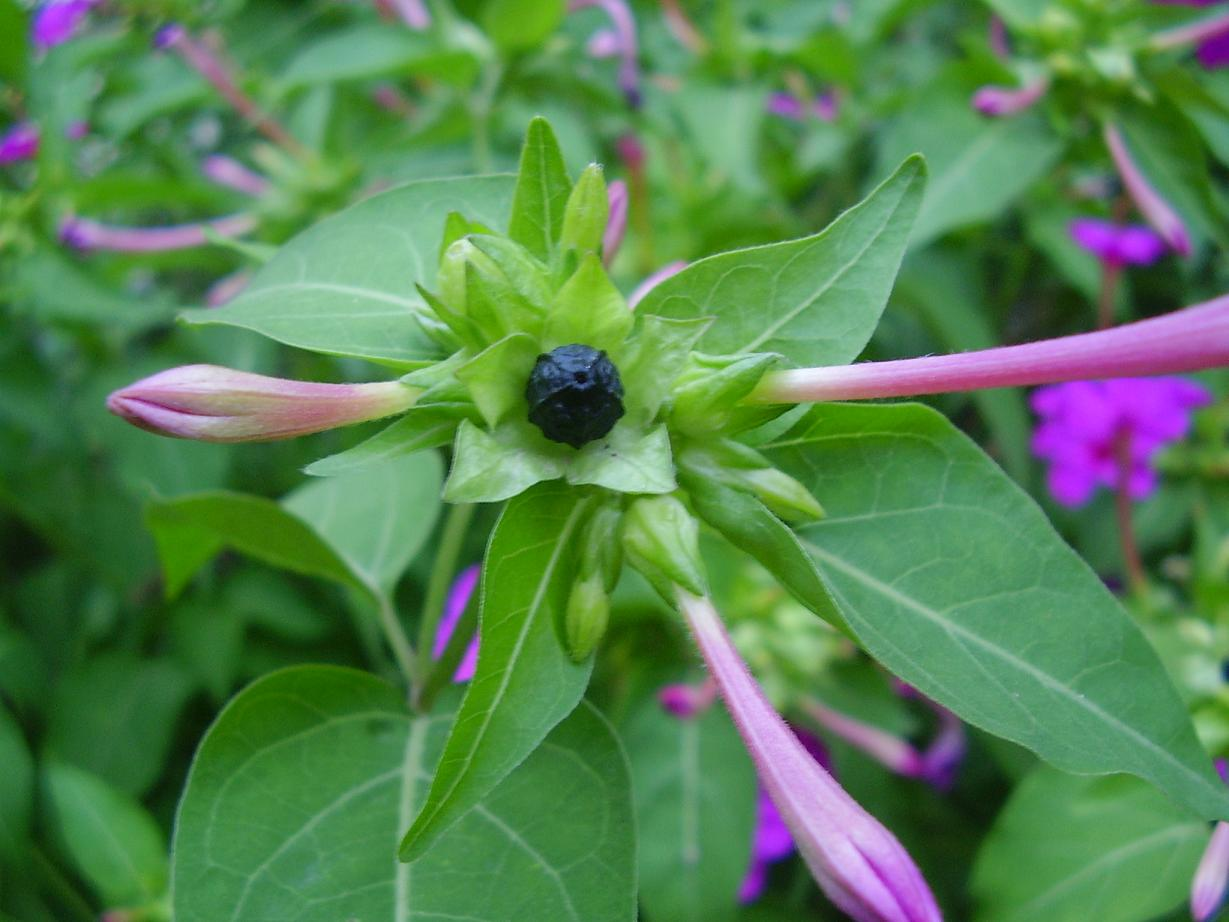
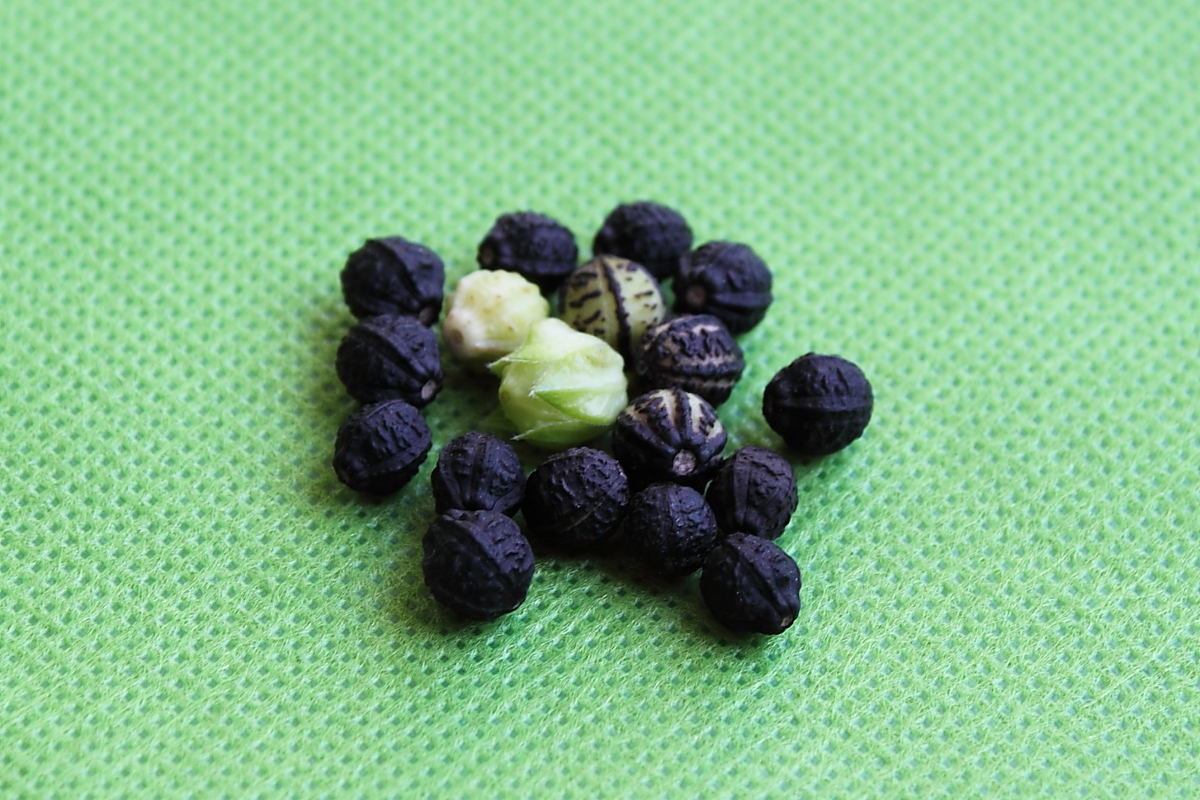
种子似地雷，故称地雷花

## 分布
原产南美洲，喜暖不耐寒，喜阳耐半阴，喜疏松土壤，生长较快，能自行繁衍。

## 用途
紫茉莉是一种管理粗放，观赏价值较高的花卉植物，是良好的绿化植物之一，亦可药用。

### 药用
紫茉莉性平、微寒，味甘苦、无毒。其功用主要是利尿、泻热、活血散瘀；可治淋浊、白带、红崩、肺痨吐血、痈疽发背、疥疮、葡萄疮等疾病。